# 22 octobre 1961
Le dimanche 22 octobre 1961 est le 295e jour de l'année 1961.

## Naissances
- Éric Walter, haut fonctionnaire français
- Aleš Zalar, homme politique slovène
- Anton Josipović, boxeur d'origine croate
- Barbara Potter, joueuse de tennis américaine
- D'Gary, musicien malgache
- Dietmar Woidke, politicien allemand (SPD)
- Héctor Daley, athlète panaméen
- John C. Wright, écrivain américain
- Leonard Marshall, joueur de football américain
- Mark Morgan, compositeur américain
- Philippe Decouflé, danseur, chorégraphe et cinéaste
- Robert Torti, acteur américain
- Takaaki Ishibashi, humoriste, chanteur, acteur, et présentateur d'émissions télévisées japonais
- Todd Alcott, acteur américain
- Todd Oldham, styliste et designer américain

## Décès
- Aloys Vande Vyvere (né le 8 juin 1871), homme d'état belge
- Harry Nixon (né le 1er avril 1891), personnalité politique canadienne
- Joseph M. Schenck (né le 25 décembre 1878), producteur américain
- Paul R. Heyl (né en 1872), inventeur et physicien américain